# Quewin Nortje
Pas d'image ? Cliquez ici

a Compétitions nationales et continentales officielles uniquement.

b Matchs officiels uniquement.
Dernière mise à jour le 17 juillet 2025.
Quewin Nortje, né le 14 janvier 2003, est un joueur sud-africain de rugby à XV et international sud-africain de rugby à sept.

## Biographie
Quewin Nortje remporte avec l'équipe d'Afrique du Sud la médaille de bronze du tournoi masculin des Jeux olympiques d'été de 2024, organisés à Paris.